# أرتور بيتيربييف
أرتور بيتيربييف(بالشيشانية: Бетербиев Асильбекан Артур)‏ ,(بالروسية: Бетербиев, Артур Асильбекович) مواليد 21 يناير 1985 في خاسافيورت، الجمهورية الروسية السوفيتية، الاتحاد السوفيتي، هو ملاكم محترف روسي. شارك في دورة الألعاب الأولمبية الصيفية سنة 2008.

## إحصائيات
خاض خلال مسيرته 22 نزالا، فاز في 21، وخسر 1. فاز بالضربة القاضية في 20 نزالا، و واحد بالقرار .

## روابط خارجية
- أرتور بيتيربييف على موقع بوكس ريك (الإنجليزية) (registration required)
- أرتور بيتيربييف على موقع اللجنة الأولمبية الدولية (الإنجليزية)
- أرتور بيتيربييف على موقع أوليمبيديا (الإنجليزية)